# Cleobulo Faría
Soda, właśc. Cleobulo Faría (ur. 2 marca 1901 w Coneição de Macabu - zm. ?) – piłkarz brazylijski, występujący na pozycji środkowego obrońcy.

## Kariera klubowa
Karierę piłkarską Soda spędził w Americano FC, gdzie grał od 1916 do połowy lat dwudziestych. Podczas tego okresu Soda zdobył z Americano czterokrotnie mistrzostwo miasta Campos – Campeonato da Cidade de Campos w: 1919, 1921, 1922 i 1923 roku.

## Kariera reprezentacyjna
W reprezentacji Brazylii Soda zadebiutował 18 listopada 1923 w meczu z reprezentacją Argentyny podczas Copa América 1923. W Copa America Soda wystąpił w dwóch meczach z: Urugwajem i Argentyną. Ostatni raz w barwach canarinhos w meczu międzypaństwowym wystąpił 9 grudnia 1923 w meczu z reprezentacją Argentyny, którego stawką była Copa Julio Roca. Łącznie w reprezentacji wystąpił w czterech spotkaniach.